# Rio Ribeira de Iguape
Rio Ribeira de Iguape är ett vattendrag i Brasilien.   Det ligger i delstaten São Paulo, i den södra delen av landet, 1 000 km söder om huvudstaden Brasília.